# Байди
Байди (пол. Bajdy) — село у гміні Вояшівка у Кросненському повіті Підкарпатського воєводства Польщі.

## Географія
Село розташоване в долині річки Віслок на пониззі Кросненської котловини. Площа села складає 387 гектарів. Розташоване за 9 км від Кросна у напрямку до Стрижова.

## Історія
Населений пункт був етнічно українською територією, проте з часом населення полонізувалось. Початковими назвами села було Бейди і Бойди. За одним із переказів, тутешні мешканці були дітьми-байстрюками монголо-татар, за іншим — хрестоносцями, яких взяли у полон вояки хоругви тутешнього феодала Климента Москоревського внаслідок Грюнвальдської битви.
У 1500-х роках Байди належали родині Вєлькопольських, у 1639 — дідичці Анєлі Фірлей. Вже у 1652 році новим власником був Павло Скотніцький, 1661-го Софія Скотніцька-Калінська. У 1773-му Ігнацій дель Кампо Скипіон подарував село Рохові Міхалові Яблоновському гербу Гримала і майже до кінця того століття село належало Яблоновським. Щоправда, 1810-го новим власником став Міхал Залєнцький, до 1836-го село належало Агаті Денбській Смєйковській, а якраз того року Байди перейшли її внукові Августові Яблоновському Стойовському. Внаслідок Галицького повстання фільварок, що належав до села Ящів (Jaszczew), перейшов до Байд.
Останній власник села Байди, Август Йордан Стойовський, розпродав свій маєток.
До 1935 року село Байди було ґміною (самоврядною громадою).
У 2011 році в селі спалахнув скандал через обмеження водопостачання. У медіа Байди порівняли з Африкою через заходи жорсткої економії води з боку місцевого солтиса. Справа в тім, що селяни одержували воду лишень в обідню пору, натомість вранці й увечері її не подавали. Причина полягала в ймовірному зменшенні рівня води у трьох джерелах, з яких Байди забирають воду. Згодом після невдоволень у селі солтис відновив цілодобове водопостачання.

## Економіка
Селяни займаються землеробством. У Байдах є 175 господарств, величиною переважно до гектара і максимум до двох. На ріллі, а це до 300 гектарів, вирощують зазвичай жито, дещо рідше — картоплю.
Наразі влада ґміни збирається розвивати у Байдах агротуризм.

## Пам'ятки
У селі є давні хрести і каплиці. Найстаріша з них датована 1820 роком.